# Grup Ogasawara

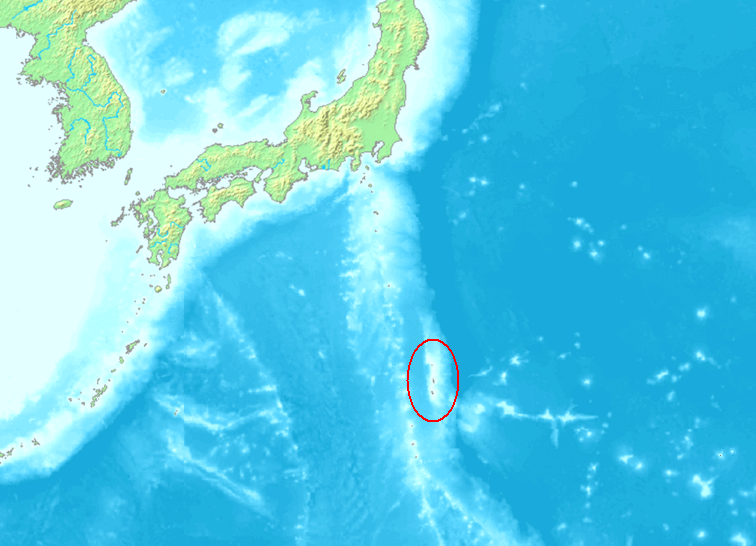
Grup Ogasawara

El grup Ogasawara (en japonès: 小笠原群島, Ogasawara Guntō), també conegut com a illes Bonin, és un arxipèlag d'unes 30 illes tropicals i subtropicals que forma part de les Illes Ogasawara. Estan situades a uns 1.000 km de Tòquio. En total fan 73 km², i tenen 2.440 habitants repartits en les dues illes habitades: Chichijima i Hahajima.

## Geografia
L'arxipèlag consta de tres subgrups que es llisten amb les seves illes principals:
- Grup Mukojima (聟島列島 Mukojima Rettō) - abans Grup Parry
  - Mukojima (聟島)
  - Yomejima (嫁島)
  - Nakōdo-jima o Nakadachijima (媒島)
  - Kitanojima (北ノ島 o 北島)
- Grup Chichijima (父島列島 Chichijima Rettō) - abans Grup Beechey 
  - Chichijima (父島),
  - Anijima (兄島)
  - Otōtojima (弟島)
- Grup Hahajima (母島列島 Hahajima Rettō) - abans Grup Baily
  - Hahajima (母島)
  - Anejima (姉島)
  - Imōtojima (妹島)

## Geologia
Les illes Ogasawara es van formar durant l'Eocè (fa 48 milions d'anys). Formen part de l'Arc Mariana-Izu-Bonin. Estan en una zona de subducció entre la placa del Pacífic i la Placa del mar de les filipines. Són volcàniques. El punt més alt es troba a Iwo Jima del Sud amb 916 m.

### Galeria

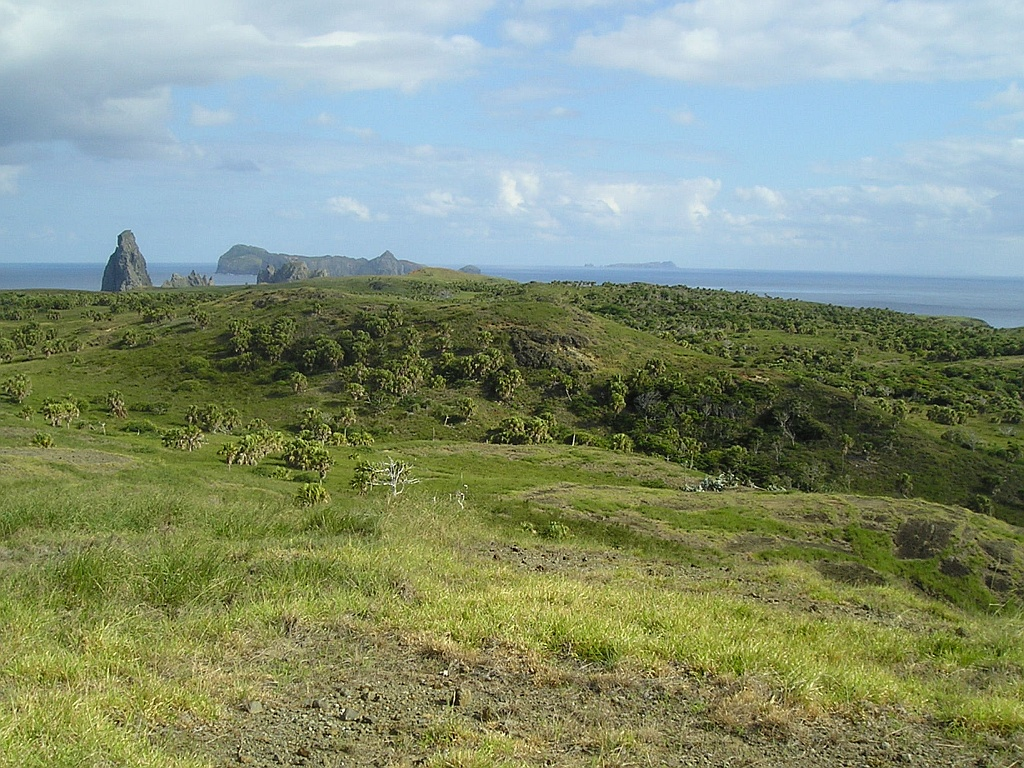
Mukojima

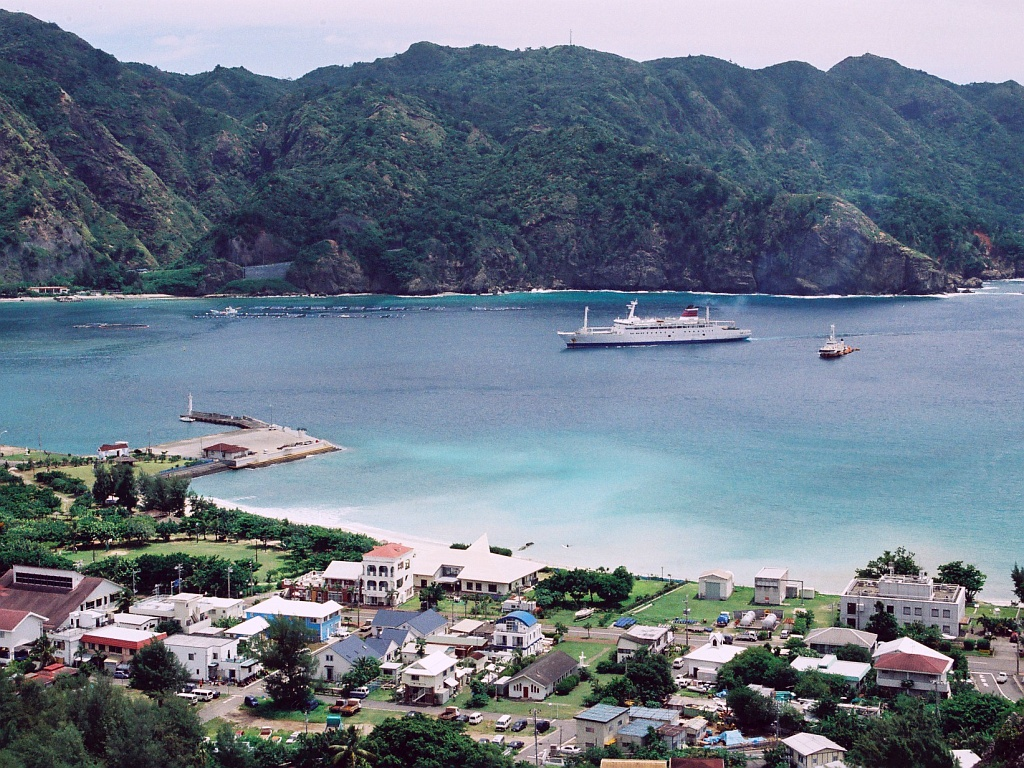
Chichijima

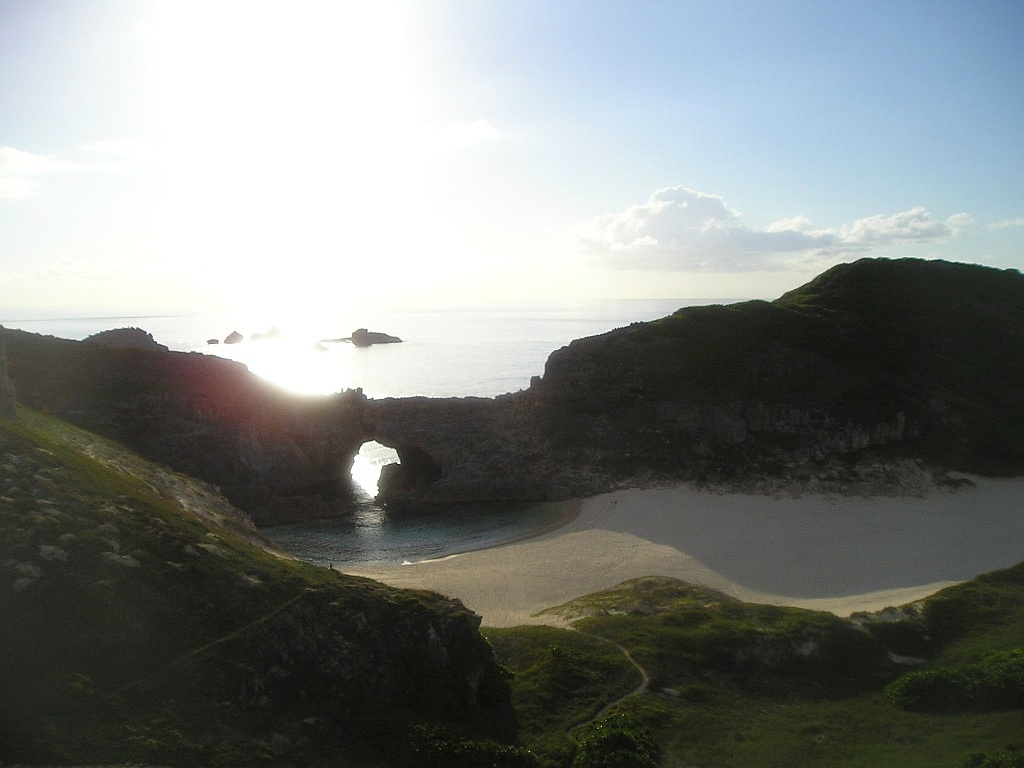
Minamijima, dins el grup Chichijima

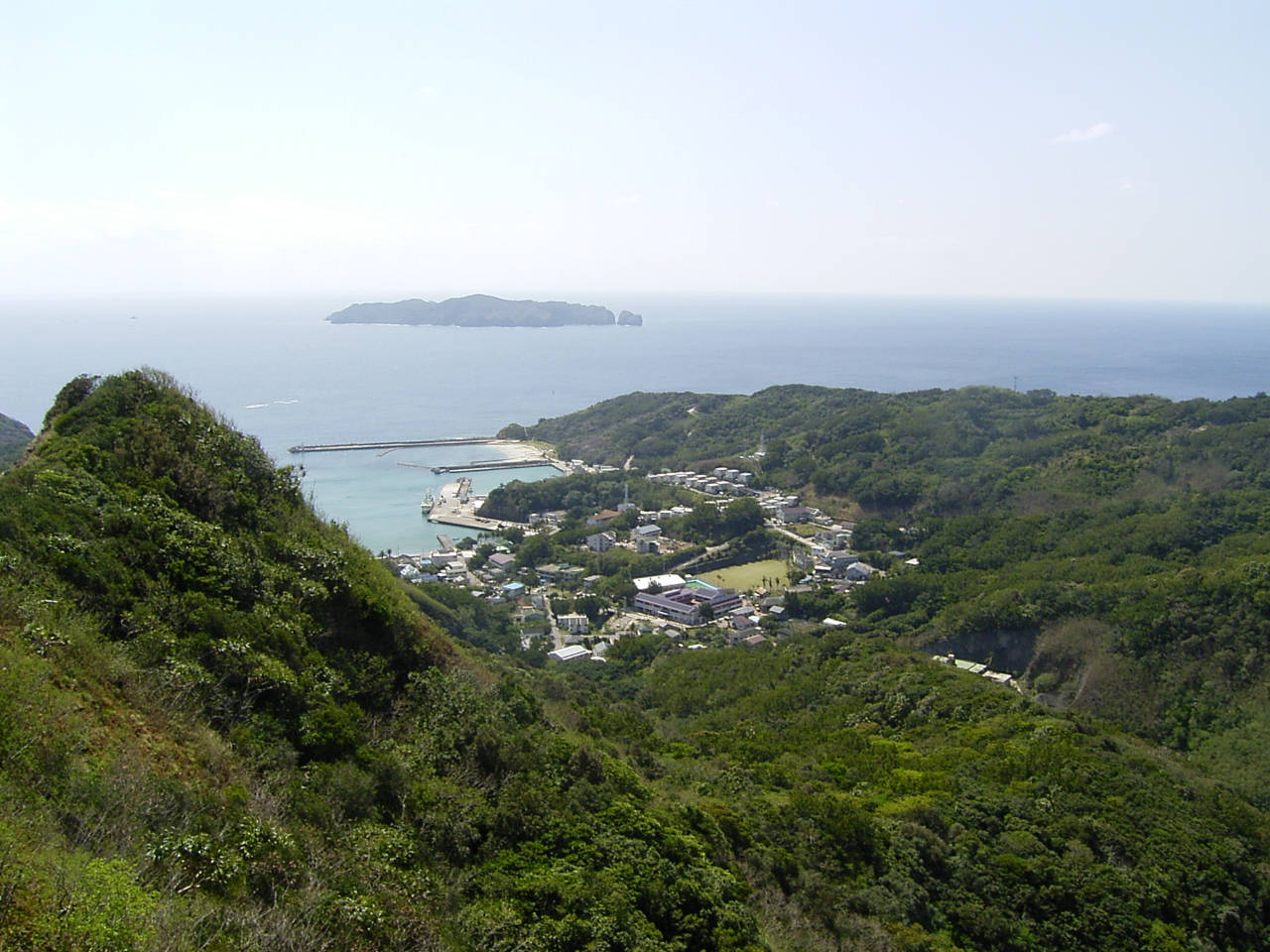
Hahajima

|  |  |  |  |  |

## Història
L'explorador espanyol Bernardo de la Torre el 1543 va ser el primer europeu a veure-les. A Espanya es van anomenar Islas del Arzobispo
Al segle xvii els japonesos en van prendre possessió. Fins a 1830 van estar deshabitades i el primer a formar una colònia va ser el nord-americà Nathaniel Savory raó per la qual gran part dels habitants són d'origen no japonès (europeus, angloamericans, filipins i polinesis). La majoria dels seus habitants van ser evacuats durant la Segona Guerra Mundial i van ser ocupades per la U.S. Navy des de 1945. Les illes van tornar al Japó el 1968.

## Fauna
El calamar gegant (gènere Architeuthis) va ser filmat a les Ogasawara per primera vegada el 27 de setembre de 2005, i va ser capturat el desembre de 2006.
Entre les aus endèmiques es troben el colom japonès (Columba janthina) i Apalopteron familiare.

## Flora
La flora constitueix una regió florística i una ecoregió. Les illes Osagawara han estat anomenades les illes Galápagos d'orient perquè les espècies hi ha evolucionat aïlladament.
El bosc és de fulla ampla humit subtropical. Té un alt grau de biodiversitat i endemismes. De les 500 espècies vegetals el 43% són endèmiques.
Els boscos són de tres tipus: 
- Tipus I: Elaeocarpus-Ardisia dominats per Ardisia sieboldii. Elaeocarpus photiniaefolius, Pisonia umbellifera i Pouteria obovata són altres espècies importants. Pràcticament tot aquests boscos han resultat destruïts per l'agricultura des de 1945.
- Tipus II: Distylium-Raphiolepis-Schima es troba en llocs més secs.
- TipusIII: Distylium-Pouteria amb la més alta biodiversitat a les illes. Distylium lepidotum i Pouteria obovata són les espècies dominants altres espècies són Myrsine okabeana, Symplocos kawakamii, i Pittosporum parvifolium.